# Eulophomorpha clubiona
Eulophomorpha clubiona är en stekelart som beskrevs av Mao-Ling Sheng och Wang 1997. Eulophomorpha clubiona ingår i släktet Eulophomorpha och familjen finglanssteklar. Inga underarter finns listade i Catalogue of Life.